# Andrea Camata
Andrea Camata (nacido el 26 de noviembre de 1973 en San Donà di Piave, Italia) es un jugador italiano de baloncesto. Con 2.14 de estatura, su puesto natural en la cancha es la de pívot. 

## Trayectoria
- Pallacanestro Virtus Roma (1992-1993)
- Olimpia Basket Pistoia (1996-1999)
- Scaligera Verona (1999-2002)
- FC Barcelona (2002)
- Pallacanestro Trieste (2002-2004)
- Bilbao Basket Berri (2004)
- Viola Reggio Calabria (2004-2005)
- New Basket Brindisi (2005-2007)
- Basket Trapani (2007-2008)
- Ostuni Basket (2008-2009)
- Reyer Venezia (2010)
- M.T. 92 Benevento (2010)
- Pallacanestro Pisogne (2010-2011)
- Pallacanestro San Bonifacio (2011-)